# Pow Wow Smith
Pow Wow Smith ist der Titel einer Reihe von Westerncomics, die der US-amerikanische Verlag DC seit 1949 veröffentlicht.
Pow Wow Smith handelt von den Erlebnissen von Ohiyesa Smith, genannt Pow Wow, dem Sheriff einer amerikanischen Kleinstadt im Mittleren Westen der Vereinigten Staaten. Ein ungewöhnlicher Aspekt – zumal für den Entstehungszeitpunkt des Comics – ist dabei Smiths Abstammung als Siouxindianer. Nachdem die ersten Geschichten der Reihe noch in der Mitte des 20. Jahrhunderts gespielt hatten, wurde die Handlung in späteren Ausgaben kommentarlos um ein Jahrhundert, in die Zeit des Wilden Westens, zurückverlegt.
Die erste Pow-Wow-Smith-Geschichte erschien im September 1949 in der Ausgabe #151 der Serie Detective Comics, in der sie einige Jahre lang einziges Western-Feature der Serie blieb. Autor der betreffenden Geschichte und geistiger Vater der Reihe war der Schriftsteller Don Cameron. Als Zeichner der ersten Pow Wow Smith Geschichte fungierte Carmine Infantino der damit das Erscheinungsbild der Figur maßgeblich prägte. Später wurde Pow Wow Smith in die Serie Western Comics verlegt wo Geschichten der Reihe bis 1961 erschienen. 1970 erschien eine weitere Geschichte der Reihe in der ersten Ausgabe der Serie All-Star Western.
Pow Wow Smith trat zudem (synchronisiert von Jonathan Joss) als Lead-Charakter in einer Episode der Serie Justice League Unlimited auf.